# Szajol
Szajol is een plaats (község) en gemeente in het Hongaarse comitaat Jász-Nagykun-Szolnok. Szajol telt 4057 inwoners (2002).